# Star Soldier R
Star Soldier R es un videojuego de matamarcianos futurista para WiiWare publicado por Hudson Soft en 2008. Es el séptimo título de la serie Star Soldier. El juego presenta la jugabilidad clásica de Star Soldier combinada con gráficos 3D.
Star Soldier R es uno de los varios videojuegos publicados exclusivamente como WiiWare a través del Wii Shop Channel. Se lanzó con el arranque de la plataforma WiiWare japonesa el 25 de marzo de 2008; en América del Norte, el 19 de mayo de 2008 y, en Europa, el 20 de mayo de 2008 con el lanzamiento europeo de WiiWare.